# Synagoga v Kojetíně
Synagoga v Kojetíně je dnes nečinná synagoga s barokními prvky nacházející se v obci Kojetín v okrese Přerov. Hlavní vchod do budovy se nachází na bývalé Židovské ulici (dnes ulice Husova). Budova nemá evidenční či popisné číslo. Je chráněna jako kulturní památka České republiky.

## Stavební vývoj

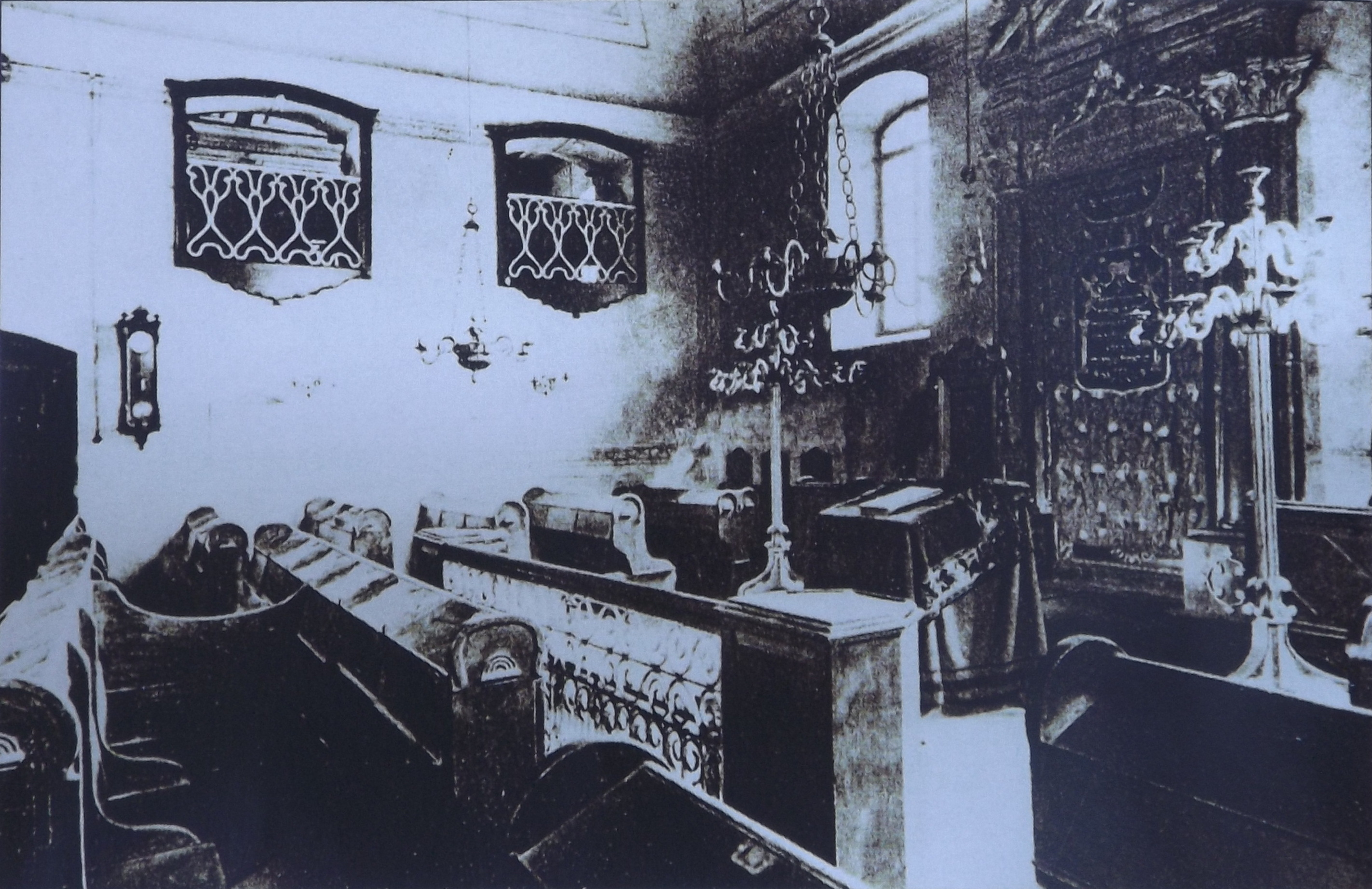
Fotografie interiéru synagogy pořízená v roce 1931

Dle ústní tradice stála v Kojetíně modlitebna již v polovině 15. století, kdy se zde začali usazovat první Židé, a tak se jedná o nejstarší synagogu na území Moravy a po Staronové synagoze o druhou nejstarší stavbu svého druhu v Česku. Z této doby pochází i původní rituální umyvadlo (kior), které spolu s valeně klenutou místností v severním rohu budovy patří k nejstarším a nejhodnotnějším součástem stavby.
První zmínka o synagoze pochází z roku 1614, kdy došlo k důkladné opravě celého objektu, který byl nyní vystavěn z kamene a cihel ve stejném slohu jako např. synagoga ve Strážnici či Hustopečích.

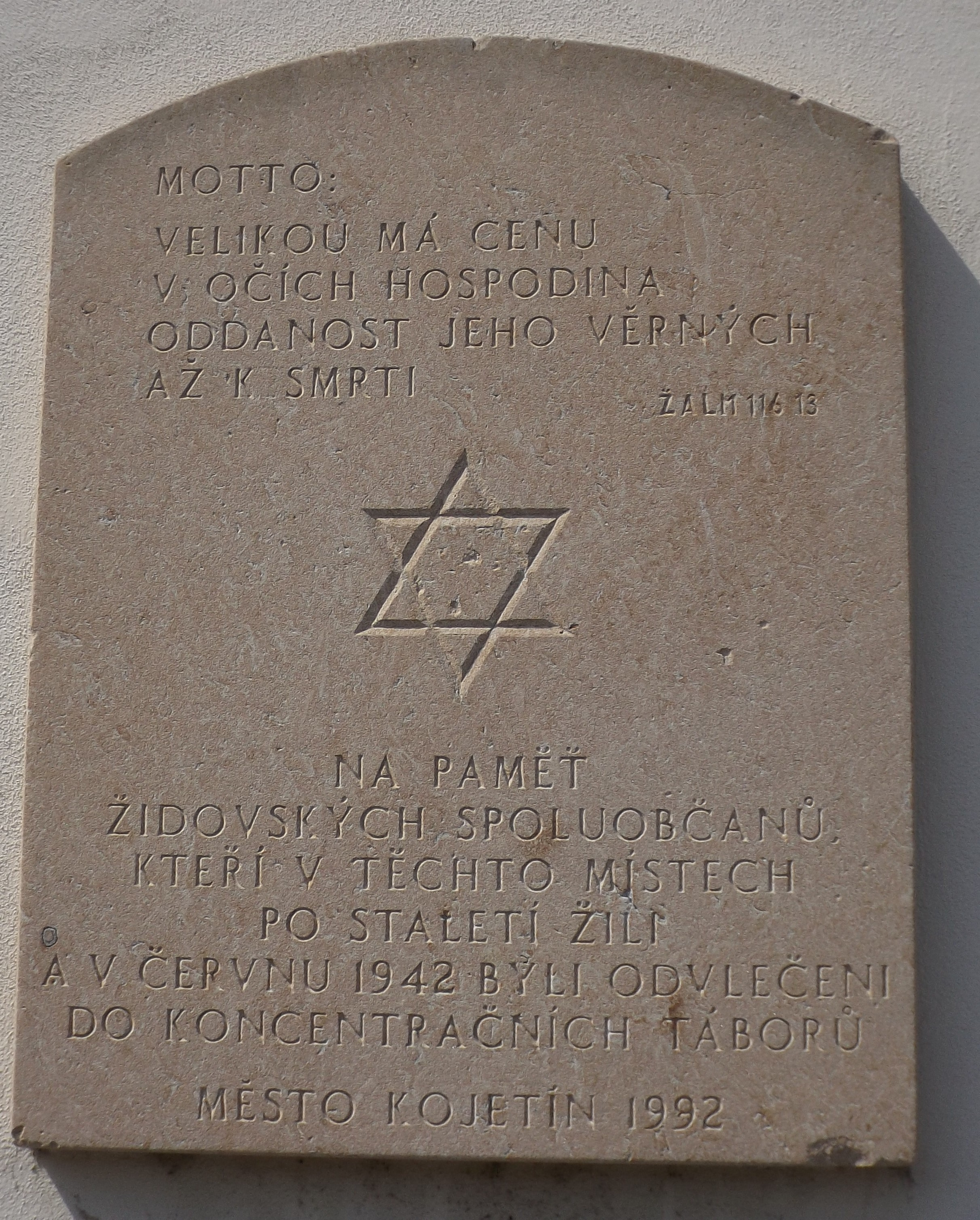
Pamětní deska obětem holokaustu při jižní zdi synagogy

Během třicetileté války docházelo v Kojetíně k častým požárům, které postihovaly též Židovskou ulici včetně synagogy. Nejničivější požár zničil roku 1670 střechu a krovy a tak byla nevyhnutelná jejich úplná rekonstrukce, na což neměla zchudlá židovská obec dostatek prostředků. Stavba stála bez střechy dalších padesát let, než se obec dočkala příslibu finanční pomoci od maďarského rabína Samsona Wertheima a než vrchnostenský panský úřad vydal povolení k opravám, které probíhaly v letech 1718–1726. Součástí obnovy bylo i přidání barokních prvků. Byly upraveny klenby, přidána štuková výzdoba a přistavěno vnější schodiště.
K opravě střechy a interiéru došlo v roce 1928. Poslední oprava před druhou světovou válkou proběhla roku 1936. Během války sloužila budova jako skladiště a byla poškozena při osvobozovacích bojích. Roku 1953 jí adaptoval a dle návrhů architekta Huberta Austa nechal upravit sbor Církve československé husitské. Tyto úpravy zahrnovaly otočení oltáře o 180 stupňů a zazdění průhledů do modlitebního sálu. Při vzpomínce 50. výročí deportace kojetínských židů nechali zástupci olomoucké židovské obce pověsit pamětní desky se jmény odvlečených.
Od 25. června 1998 je budova chráněna jako kulturní památka České republiky.

## Popis stavby

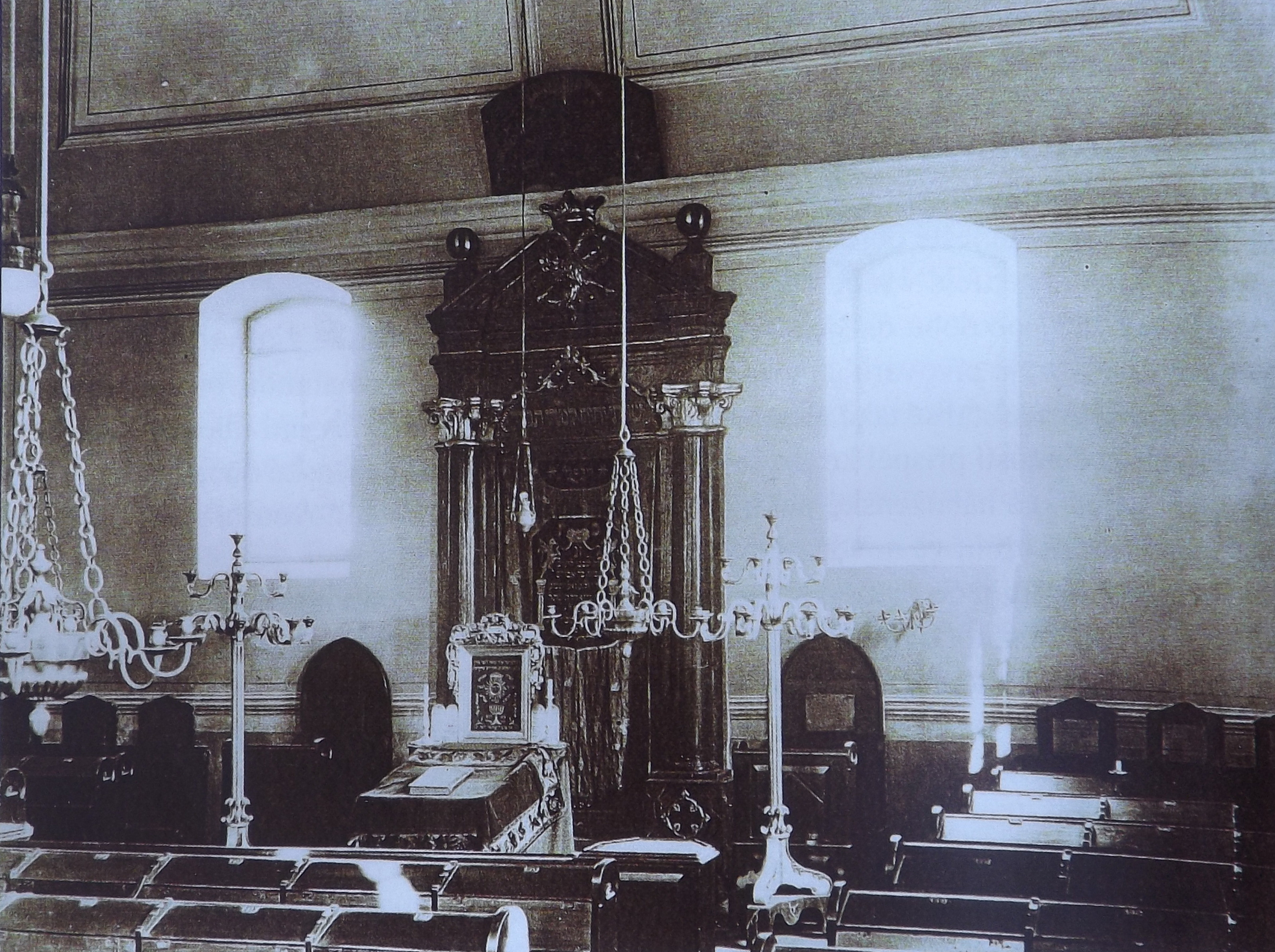
Fotografie interiéru synagogy z počátku 19. století

Objekt stojí na volném obdélníkovém půdorysu, střechu má valbovou a krytou pálenými taškami. V omítaných zdech jsou zasazena obdélná okna zakončená segmentovými záklenky. Při severní zdi stojí jednopatrový přístavek, který člení kordonová římsa a nárožní polosloupy. V severním rohu stavby se nachází zřejmě původní valeně klenutá klenba, která dnes slouží jako kolumbárium.

## Židovská ulice

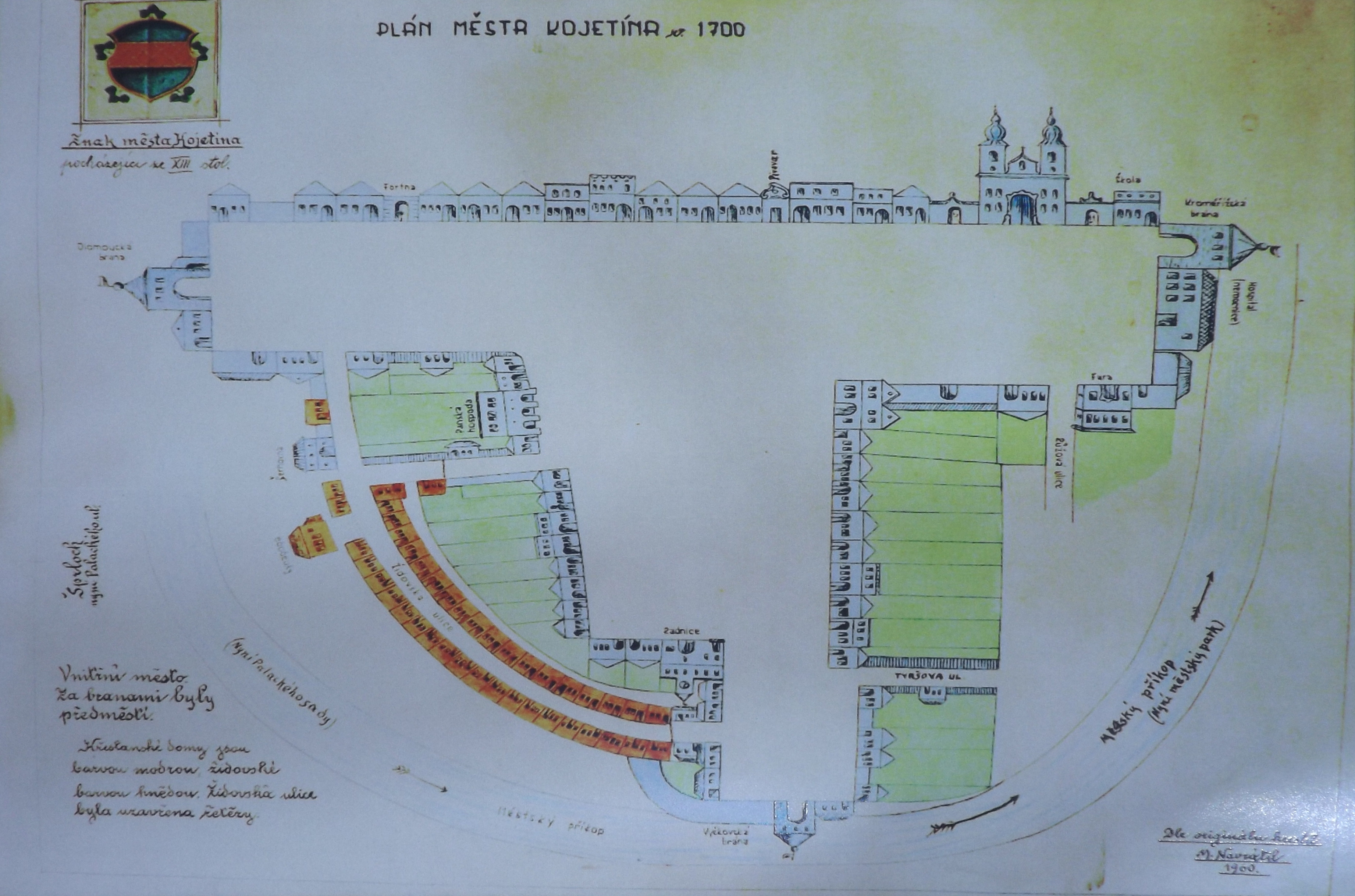
Historická mapa Kojetína z roku 1700. Židovská ulice je vyznačená oranžovou barvou.

Synagoga stojí na bývalé Židovské ulici (dnes ulice Husova), kterou prvně zmiňuje urbář panství kojetínského sepsaný v letech 1566–1567, v němž lze nalézt popis města včetně náměstí, nábřeží a ulic. Jde také o první písemnou zmínku o usídlení Židů v Kojetíně.
Domy se v Židovské ulici stavěly do oblouku podél západní části městských hradeb a již před třicetiletou válkou ji tvořilo 59 domů, avšak kvůli četným požárům zůstalo v ulici po válce domů jen 16. Po četných požárech v 18. století, kdy celá oblast několikrát vyhořela, se nakonec počet domů ustálil na 45 k roku 1834. Většina těchto domů se dodnes dochovala.

## Osobnosti
V kojetínské synagoze působilo několik významných rabínů:

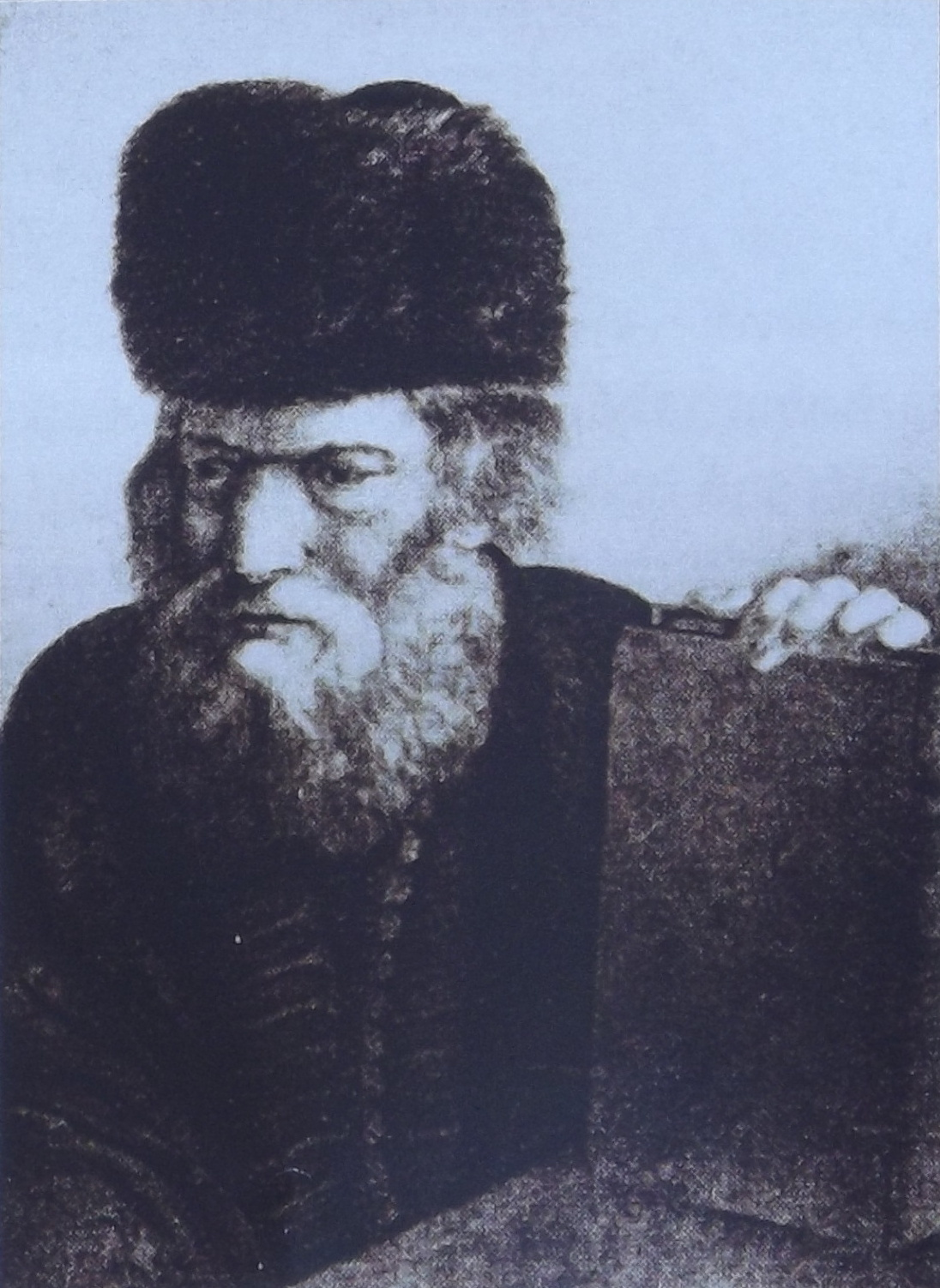
Eleazar David Flekeles (1754–1826) byl stoupenec ortodoxního judaismu a autor homiletických textů, člen kolegia pro vedení pražské židovské obce v době absence rabína. V Kojetíně působil po čtyři roky.
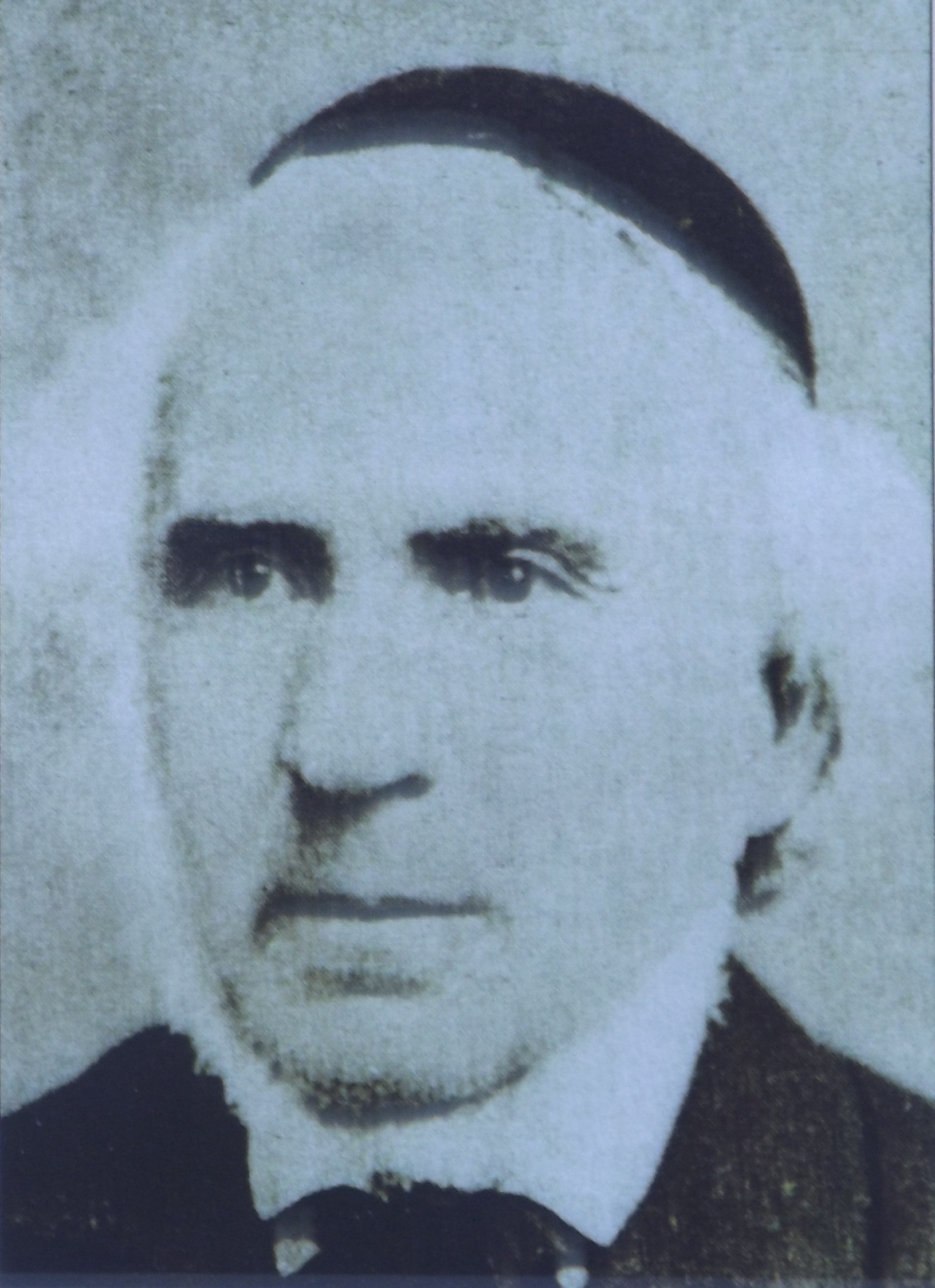
Jakob Brüll (1812–1889) – autor několika studií o talmudu spolupracující i s odbornými časopisy, otec vědce Adolfa Brülla, v kojetínské synagoze působil v letech 1843–1889
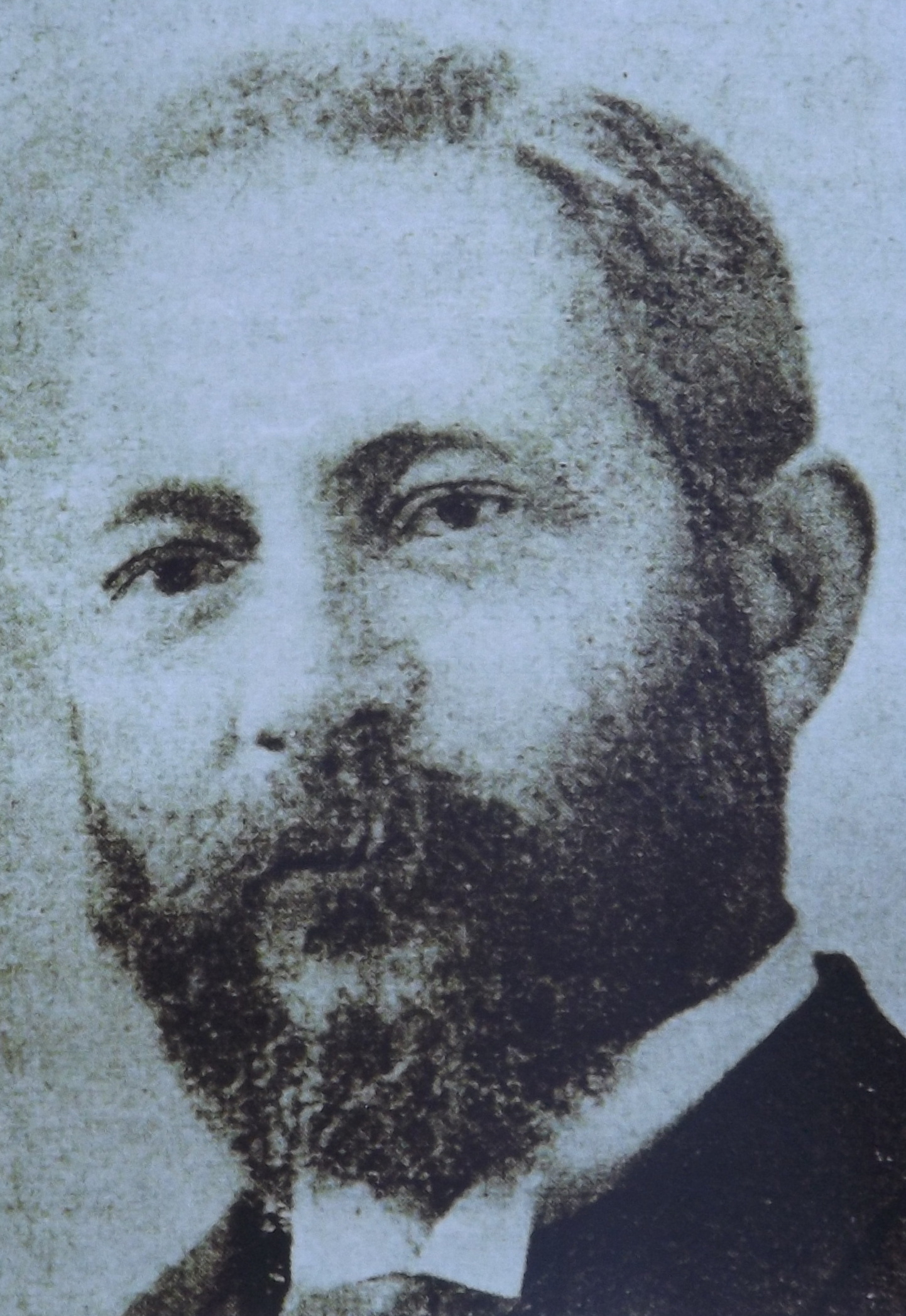
David Kaufmann byl významným autorem mnoha německých a hebrejských prací z historie, náboženství, filozofie a umění.[9]  - Eleazar David Flekeles
  - Jakob ben Michael Brüll
  - David Kaufmann